# Sabellacheres drachi
Sabellacheres drachi is een eenoogkreeftjessoort uit de familie van de Gastrodelphyidae. De wetenschappelijke naam van de soort is voor het eerst geldig gepubliceerd in 1968 door Laubier.